# Apispiralia catena
Apispiralia catena é uma espécie de gastrópode do gênero Apispiralia, pertencente a família Mangeliidae.